# Hegedüs András (tájfutó)
Hegedüs András (Budapest, 1950. július 12. – 2022. február 20.) világbajnoki bronzérmes magyar tájfutó, villamosmérnök. 1973-ban az év tájfutója volt Magyarországon. Testvérei, ifj. Hegedüs Ábel, Hegedüs Ágnes és Hegedüs Aletta is tájfutók.

## Pályafutása
1962-ben, tizenkét évesen a BEAC csapatában kezdte a futást. Edzője Garay Sándor volt. 1967 és 1976 között válogatott kerettag volt. Három világbajnokságon vett részt. Az 1972-es csehszlovákiai Staré Splavyban rendezett versenyen váltóban bronzérmes lett. 1973-ban az éjszakai és nappali országos bajnokságot is megnyerte. Ebben az évben az év magyar tájfutójának választották.

## Sikerei, díjai
- Skerletz Iván-díj (2019)[5]

### Egyéni
- Magyar ifjúsági bajnokság
  - bajnok: 1966 (nappali), 1968 (éjszakai)
- Magyar bajnokság
  - bajnok: 1973 (éjszakai, nappali)
  - 2.: 1975 (nappali), 1977 (nappali), 1978 (hosszútávú)
  - 3.: 1969 (éjszakai, nappali), 1972 (éjszakai), 1975 (éjszakai)
- Világbajnokság
  - 24.: 1972, Staré Spavy
  - 29.: 1974, Viborg
  - 42.: 1970, Friedrichroda
- Az év tájfutója: 1973

### Csapatban
- Magyar ifjúsági bajnokság
  - bajnok: 1966, 1968
- Magyar bajnokság
  - bajnok: 1970, 1971, 1974
- Világbajnokság
  - 3.: 1972, Staré Splavy (váltó, 5:09:29)